# Wrony (Giżycko)
Wrony (deutsch Groß Wronnen, 1938 bis 1945 Großwarnau) ist ein Ort in der polnischen Woiwodschaft Ermland-Masuren und gehört zur Gmina Giżycko (Landgemeinde Lötzen) im Powiat Giżycki (Kreis Lötzen).

## Geographische Lage
Wrony liegt am Nordufer des Taita-Sees (polnisch Jezioro Tajty) im nördlichen Osten der Woiwodschaft Ermland-Masuren. Die Kreisstadt Giżycko (Lötzen) ist sechs Kilometer in östlicher Richtung entfernt.

## Geschichte

Ortslagen von Groß Wronnen, Klein Wronnen, Kallinowen am Taita-See (um 1816)

Die Gründung des damaligen Groß Wronken erfolgte im Jahre 1478. Es bestand später aus dem Dorf und einem Gut, wobei dieses 750 Meter westlich des Dorfes lag, was der heutigen Ortschaft Wrony Nowe entspricht.
Ab 1874 war Groß Wronnen in den Amtsbezirk Kamionken (polnisch Kamionki) eingegliedert. Dieser – 1928 in „Amtsbezirk Steintal“ umbenannt – gehörte bis 1945 zum Kreis Lötzen im Regierungsbezirk Gumbinnen (1905 bis 1945 „Regierungsbezirk Allenstein“) in der preußischen Provinz Ostpreußen.
Im Jahre 1910 zählte Groß Wronken 285 Einwohner. Am 30. September 1928 vergrößerte sich das Dorf um den Nachbarort Schönberg (polnisch Piękna Góra), der eingemeindet wurde. Die Zahl der Einwohner stieg dementsprechend bis 1933 auf 468 an und belief sich 1939, nachdem am 1. Oktober 1936 auch Kallinowen (polnisch Kalinowo) eingegliedert worden war, auf 506.
Aufgrund der Bestimmungen des Versailler Vertrags stimmte die Bevölkerung im Abstimmungsgebiet Allenstein, zu dem Groß Wronnen gehörte, am 11. Juli 1920 über die weitere staatliche Zugehörigkeit zu Ostpreußen (und damit zu Deutschland) oder den Anschluss an Polen ab. In Groß Wronnen stimmten 240 Einwohner für den Verbleib bei Ostpreußen, auf Polen entfielen keine Stimmen.
Am 3. Juni (offiziell bestätigt am 16. Juli) des Jahres 1938 wurde Groß Wronnen aus politisch-ideologischen Gründen der Vermeidung fremdländisch klingender Ortsnamen in „Großwarnau“ umbenannt.
In Kriegsfolge kam das Dorf 1945 mit dem gesamten südlichen Ostpreußen zu Polen und erhielt die polnische Namensform „Wrony“. Heute ist der Ort Sitz eines Schulzenamtes (polnisch sołectwo) und eine Ortschaft im Verbund der Gmina Giżycko (Landgemeinde Lötzen) im Powiat Giżycki (Kreis Lötzen), vor 1998 der Woiwodschaft Suwałki, seither der Woiwodschaft Ermland-Masuren zugehörig.

## Kirche
Bis 1945 war Groß Wronnen resp. Großwarnau in die Evangelische Pfarrkirche Lötzen in der Kirchenprovinz Ostpreußen der Kirche der Altpreußischen Union und in die Katholische Pfarrkirche St. Bruno Lötzen im Bistum Ermland eingepfarrt. Heute gehört Wrony zur katholischen Pfarrei in Kamionki (Kamionken, 1928 bis 1945 Steintal) im Bistum Ełk (Lyck) der Römisch-katholischen Kirche in Polen bzw. zur Evangelischen Pfarrkirche Giżycko in der Diözese Masuren der Evangelisch-Augsburgischen Kirche in Polen.

## Verkehr
Wrony liegt an der bedeutenden polnischen Woiwodschaftsstraße DW 592 (einstige deutsche Reichsstraße 135) die die drei Powiatbezirke Bartoszyce (Kreis Bartenstein), Kętrzyn (Kreis Rastenburg) und Giżycko (Kreis Lötzen) verbindet. Eine Bahnanbindung besteht nicht.